# Patrizia Piovesan
Patrizia Piovesan Silva es una esgrimista venezolana. Ganó la medalla de plata en la prueba de espada femenina en los Juegos Panamericanos de 2019 celebrados en Lima, Perú. También ganó la medalla de bronce en la prueba de espada femenina por equipos.